# Тарвер, Антонио
Антонио Деон Тарвер (англ. Antonio Deon Tarver; род. 21 ноября 1968, Орландо, Флорида, США) — американский боксёр-профессионал, выступавший в полутяжёлой и первой тяжелой весовых категориях, а также киноактёр. Чемпион мира по версии IBO в первом тяжелом весе (2011), бывший чемпион мира в полутяжёлой (версия WBC, 2003 и 2004; версия IBF, 2003; версия WBA, 2004) весовой категории. Сделал впечатляющую карьеру в любительском боксе, завоевав бронзовую медаль на Олимпийских играх 1996 года в Атланте, титул чемпиона мира на любительском Чемпионате мира 1995 года в Берлине и золотую медаль на Панамериканских играх в том же году.

## Любительская карьера
- 1993 и 1995 годах чемпион США в полутяжёлом весе.
- 1994 Национальный чемпион национального турнира «Золотые перчатки» в полутяжелом весе.
- 1995 Чемпион Панамериканских игр в полутяжелом весе в Мар-дель-Плата, Аргентина.
- 1995 Чемпион мира в полутяжелом весе в Берлине, Германия (в полуфинале победил Василия Жирова).
- 1996 США Олимпийские игры в полутяжелом весе.
  - Выиграл в полутяжелом весе бронзовую медаль для США в 1996 году на Олимпиаде в Атланте. Его результаты были:
  - Победил Дмитрия Выборновя (Россия) 5-2.
  - Победил Дэвида Коваха (Сьерра-Леоне) RSC 1 (2:43).
  - Победил Энрике Флореас (Мексика) RSC 3 (1:54).
  - Проиграл Василию Жирову (Казахстан) 9-15.

На любительском ринге провёл 166 поединков, из них 158 побед.

## Профессиональная карьера
Дебютировал в 1997 году в полутяжёлом весе и нокаутировал в дебютном поединке непобеждённого американца, Хоакина Гарсию.
В десятом поединке на профессиональном ринге, в июне 1998 года, досрочно победил Хосе Луиса Ревьеру (15-1). Затем нокаутировал опытных Рокки Гэннона и Джона Уильямса.
2 октября 1999 года Тарвер нокаутировал набирающего обороты боксёра из Алжира, Мохамеда Бенгесмию.
Со статистикой 15-0 вышел на ринг с непобеждённым соотечественником Эриком Хардингом, в бою за статус обязательного претендента по версии IBF. Хардинг перебоксировал Тарвера по очкам и нанёс ему первое поражение в карьере.
В следующем поединке Антонио нокаутировал в пятом раунде непобеждённого Линкольна Картера. В августе 2001 года нокаутировал Криса Джонсона.
В январе 2002 года Тарвер 2-й раз участвовал в элиминаторе. На этот раз соперником был Реджи Джонсон. Тарвер выиграл раздельным решением судей.
В июле 2002 года Тарвер во 2-й раз встретился с Эриком Хардингом. Хардинг имел преимущество в начале боя, но потом начал его терять. В конце 4-го раунда Тарвер зажал противника в углу и начал избивать. Под градом ударов Хардинг упал. Он встал на счет 6, но выглядел потрясенным. После команды рефери о продолжение боя прозвучал спасительный для Хардинга гонг. В самом начале 5-го раунда Тарвер провел многоударную комбинацию и Хардинг вновь упал на настил. Он вновь встал на счет 6. Сразу же после возобновления боя Тарвер двумя подряд левыми хуками снова отправил Хардинга на настил. Рефери прекратил поединок, не открывая счет. Тарвер взял реванш.

### Бои за титулы чемпиона мира в полутяжёлом весе
В апреле 2003 года состоялся бой за вакантные титулы WBC и IBF в полутяжелом весе между Антонио Тарвером и Монтеллом Гриффином. Тарвер выиграл все раунды. В 1-м и 12-м раундах он посылал в нокдаун соперника.

#### Бои с Роем Джонсом
В ноябре 2003 Тарвер встретился с бывшим абсолютным чемпионом мира в полутяжелом весе Роем Джонсом. В упорном бою Джонс победил решением большинства голосов судей. Тарвер не согласился с вердиктом судей.
В мае 2004 года состоялся 2-й бой между Антонио Тарвером и Роем Джонсом. В 1 раунде Джонс был чуть быстрее Тарвера. Во 2-м раунде Тарвер левым хуком в челюсть отправил Джонса в нокаут. Джонс встал на счет 10, но его шатало, и рефери Джей Нейди остановил бой.
В октябре 2005 года Антонио Тарвер и Рой Джонс встретились в 3-й раз. Тарвер имел небольшое преимущество и победил единогласным решением судей.

#### Бои с Гленом Джонсоном
В декабре 2004 года Тарвер встретился с Гленом Джонсоном. Встреча носила неофициальное название «бой победителей Роя Джонса». Незадолго до поединка Тарвер был лишён титула WBC, за то что выбрал в соперники Глена Джонсона, а не обязательного претендента Пола Бриггса. Джонсон, в свою очередь, был лишён титула IBF, за то что выбрал бой с Тарвером, а не обязательным претендентом, Рико Хойе. Кроме того, Тарвер был лишён титул суперчемпиона WBA. Таким образом, в поединке двух чемпионов, обладающих всеми титулами для статуса поединка за звание абсолютного чемпиона мира, разыгрывался только пояс The Ring и вакантный малопрестижный титул IBO.
В близком бою раздельным решением Тарвер уступил Джонсону. Решение было спорное. Тарвер с результатом не согласился и потребовал реванша. Джонсон согласился на повторную встречу.
В июне 2005 года состоялся 2-й бой между Тарвером и Гленом Джонсоном. Тарвер имел небольшое преимущество и победил по очкам единогласным решением судей.

#### Бой с Бернардом Хопкинсом
В июне 2006 года состоялся бой между Антонио Тарвером и Бернардом Хопкинсом. Средневес Хопкинс уверенно перебоксировал полутяжа Тарвера.
В июне 2007 года Тарвер победил малоизвестного албанца Элвера Мурики.
В декабре 2007 года Антонио Тарвер встретился с американцем Дэнни Сантьяго. В конце 4-го раунда Сантьяго задержался у канатов и Тарвер провел серию ударов. Сантьяго свалился между канатов. Он сразу же поднялся. После возобновления боя Тарвер обрушил град ударов на противника. Сантьяго вновь оказался на настиле. На этот раз рефери не стал считать и сразу же остановил поединок, чем вызвал недовольство публики.

#### Бой с Клинтоном Вудсом
В апреле 2008 года состоялся бой между Антонио Тарвером и чемпионом мира в полутяжелом весе по версии IBF британцем Клинтоном Вудсом. Тарвер доминировал в бою: он держал Вудса на дистанции и был более точен в атаках. По итогам 12 раундов все судьи отдали победу американцу.

#### Бои с Чэдом Доусоном
В октябре 2008 года состоялся бой между Антонио Тарвером и непобеждённым Чэдом Доусоном. Ради этого боя Доусон отказался от обязательной защиты против Адриану Диакону, за что был лишён титула WBC в полутяжёлом весе. Тарвер уступал противнику в скорости. В начале 12-го раунда Доусон пробил правый хук в голову. Тарвер не удержался и кувыркнулся через ринг. Рефери отсчитал нокдаун. Тарвер не согласился с ним. По окончании поединка все судьи отдали победу непобеждённому боксёру.
В мае 2009 года состоялся матч-реванш между Тарвером и Доусоном. Единогласным решением судей Доусон победил в этом поединке. Специалисты же сошлись во мнении, что победил Тарвер.

#### Бой с Наги Агилерой
В октябре 2010 года, впервые выйдя на ринг спустя 17 месяцев после второго поражения Чеду Доусону в мае 2009 года, Тарвер дебютировал в супертяжелом весе, встретившись с доминиканским джорнименом Наги Агилерой. В начале боя Тарвер получил травму левого плеча, однако это не помешало ему доминировать благодаря технико-тактическому превосходству. Агилера бросил все силы на досрочную победу в финальном 10-м раунде, но добиться желаемого не сумел. После окончания боя судьи единогласным решением отдали победу Тарверу.

### Первый тяжёлый вес
После победы над Агилерой Тарвер поднялся в первый тяжёлый вес.

#### Бой с Дэнни Грином
В июле 2011 года Тарвер встретился с чемпионом мира в тяжелом весе по версии IBO Дэнни Грином. После малособытийного 1-го раунда, во 2-м Тарверу удалось отправить Грина в нокдаун ударом слева. Дэнни сумел продолжить, однако с этого момента инициатива прочно оказалась в руках американца. Во многом этому способствовал сам Грин, позволявший сопернику боксировать в удобном стиле, тогда как сам он рассчитывал на мощные и, как правило, одиночные контратакующие удары. В 7-м раунде Грин стал действовать значительно активнее, и это не замедлило сказаться: Тарвера немного «вело» и после ударов в голову, и, особенно, после попаданий австралийца по корпусу. Но, устав лидировать, Грин вновь вернулся к контратакующей тактике в 8-й трехминутке, и Тарвер завладел инициативой. На последней минуте 9-го раунда Грин был зажат у каната и получил несколько ударов в челюсть, за счёт чего оказался серьёзно потрясен, а после гонга с большим трудом добрался до своего угла. На 10-й раунд австралиец уже не вышел, вследствие чего была зафиксирована победа Тарвера техническим нокаутом.

#### Бой с Латифом Кайоде
В июне 2012 года Тарвер встретился с нигерийцем Латифом Кайоде. На кону стоял титул IBO в тяжелом весе, принадлежащий Тарверу. Первая половина боя осталась за Кайоде, значительно чаще атаковавшим опытного соперника. В отличие от предыдущих своих боев, нигериец выступал не в роли агрессора — Тарвер практически все время следовал за Кайоде по пятам, но наносил откровенно мало ударов, в то время, как Латиф периодически взрывался затяжными сериями. Начиная с 3-го раунда, Тарвер стал боксировать активнее и ситуация выровнялась. В 5-м раунде немного лучше был Кайоде, но начиная с 6-го инициатива перешла к Тарверу, все чаще попадавшему слева. В конце 7-го раунда произошёл неоднозначный эпизод, когда нигериец то ли оказался потрясен, то ли потерял равновесие. В 8-м Тарвер приложился уже основательно и Кайоде был явно потрясен, однако американец не поспешил на добивание, вместо этого решив дать сопернику ещё больше вымотаться. В 9-м раунде Кайоде вновь оказался на грани нокдауна, пропустив левый прямой Тарвера, но выстоял. В финальной четверти боксеры обменивались ударами. Тарвер сделал ставку на количество, а Кайоде пытался искать успех в акцентированных атаках. По окончании 12-ти раундов судьи не смогли прийти к единому мнению: один дал победу Тарверу со счетом 115—113, второй с таким же счетом дал победу Кайоде, в то время, как третий арбитр зафиксировал ничью.

### Тяжелый вес

#### Бой с Джонатоном Бэнксом
Бой состоялся 11 декабря 2014 года. На протяжении всего боя доминировал ветеран. В седьмом раунде Тарвер отправил Бэнкса в нокдаун а затем пошёл на добивание оппонента и рефери остановил бой.

## Результаты боёв
В таблице перечислены результаты всех поединков боксёров.
В каждой строке указан результат поединка. Дополнительно номер поединка обозначен цветом, который обозначает итог поединка. Расшифровка обозначений и цветов представлена в нижеследующей таблице.
| Пример | Расшифровка                     |
| ------ | ------------------------------- |
|        | Победа                          |
|        | Ничья                           |
|        | Поражение                       |
|        | Планируемый поединок            |
|        | Поединок признан несостоявшимся |
| КО     | Нокаут                          |
| ТКО    | Технический нокаут              |
| PTS    | Решение судей (по очкам)        |
| UD     | Единогласное решение судей      |
| MD     | Решение большинства судей       |
| SD     | Раздельное решение судей        |
| RTD    | Отказ от продолжения боя        |
| DQ     | Дисквалификация                 |
| NC     | Поединок признан несостоявшимся |

| Бой | Дата             | Рекорд          | Соперник                 | Весовая категория     | Место боя                                                | Результат       | Дополнительно                                                                                                  |
| --- | ---------------- | --------------- | ------------------------ | --------------------- | -------------------------------------------------------- | --------------- | --- |
| 39 | 14 августа 2015  | 31(22)-6-1, 1NC | Стив Каннингем (28-7-0)  | 90,7+ кг; 200+ фунтов | Пруденшал-центр, Ньюарк (Нью-Джерси), США                | SD 12           | Счёт судей: 115—113, 113—115, 114—114.                                                                         |
| 38 | 11 декабря 2014  | 31(22)-6, 1NC   | Джонатон Бэнкс (29-2-1)  | 90,7+ кг; 200+ фунтов | Pechanga Resort & Casino, Temecula, Калифорния, США      | TKO 7 (10) 2:25 | |
| 37 | 26 ноября 2013   | 30(21)-6, 1NC   | Майк Шеппард (21-15-1)   | 90,7+ кг; 200+ фунтов | BB&t Center, Sunrise, Флорида, США                       | TKO 4 (10) 1:54 | Бой за титул чемпиона мира в тяжёлом весе по версии NABA.                                                      |
| 36 | 2 июня 2012      | 29(20)-6, 1NC   | Латиф Кайоде (18-0)      | 90,7 кг; 200 фунтов   | Home Depot Center, Carson, California, США               | ND (12)         | Бой за титул чемпиона мира по версии IBO, 1-я защита Тарвера.                                                  |
| 35 | 20 июля 2011     | 29(20)-6        | Дэнни Грин (31-1)        | 90,7 кг; 200 фунтов   | Entertainment Centre, Sydney, New South Wales, Австралия | RTD 9 (12) 3:00 | Бой за титул чемпиона мира по версии IBO, 5-я защита Грина.                                                    |
| 34 | 15 сентября 2010 | 28(19)-6        | Наги Агилера (16-4)      | 90,7+ кг; 200+ фунтов | Buffalo Run Casino, Miami, Oklahoma, США                 | UD (10)         | |
| 33 | 9 мая 2009       | 27(19)-6        | Чэд Доусон (27-0)        | 79,4 кг; 175 фунтов   | Hard Rock Hotel and Casino, Las Vegas, Nevada, США       | UD 12           | Бой за титул чемпиона мира по версии IBF, 1-я защита Доусона.                                                  |
| 32 | 11 октября 2008  | 27(19)-5        | Чэд Доусон (26-0)        | 79,4 кг; 175 фунтов   | Palms Casino Resort, Las Vegas, Nevada, США              | UD 12           | Бой за титул чемпиона мира по версии IBF, 1-я защита Тарвера.                                                  |
| 31 | 12 апреля 2008   | 27(19)-4        | Клинтон Вудс (41-3-1)    | 79,4 кг; 175 фунтов   | St. Pete Times Forum, Tampa, Florida, США                | UD (12)         | Бой за титул чемпиона мира по версии IBF, 5-я защита Вудса.                                                    |
| 30 | 1 декабря 2007   | 26(19)-4        | Дэнни Сантьяго (29-3-1)  | 79,4 кг; 175 фунтов   | Foxwoods Resort, Mashantucket, Connecticut, США          | TKO 4 (12) 2:53 | Бой за титул чемпиона мира по версии IBO, 1-я защита Тарвера.                                                  |
| 29 | 9 июня 2007      | 25(18)-4        | Элвер Мурики (34-3)      | 79,4 кг; 175 фунтов   | Foxwoods Resort, Mashantucket, Connecticut, США          | MD 12           | Бой за вакантный титул чемпиона мира по версии IBO.                                                            |
| 28 | 10 июня 2006     | 24(18)-4        | Бернард Хопкинс (46-4-1) | 79,4 кг; 175 фунтов   | Boardwalk Hall, Atlantic City, New Jersey, США           | UD 12           | Бой за титул чемпиона мира по версии IBO и The Ring, 2-я защита Тарвера.                                       |
| 27 | 1 октября 2005   | 24(18)-3        | Рой Джонс (49-3)         | 79,4 кг; 175 фунтов   | St. Pete Times Forum, Tampa, Florida, США                | UD 12           | Бой за титул чемпиона мира по версии IBO и The Ring, 1-я защита Тарвера, бой за вакантный титул по версии NBA. |
| 26 | 18 июня 2005     | 23(18)-3        | Глен Джонсон (42-9-2)    | 79,4 кг; 175 фунтов   | FedEx Forum, Memphis, Tennessee, США                     | UD 12           | Бой за титулы чемпиона мира по версии The Ring и IBO, 1-я защита Джонсона.                                     |
| 25 | 18 декабря 2004  | 22(18)-3        | Глен Джонсон (41-9-2)    | 79,4 кг; 175 фунтов   | Staples Center, Los Angeles, California, США             | SD 12           | Бой за титул чемпиона мира по версии The Ring, 1-я защита Тарвера, бой за вакантный титул по версии IBO.       |
| Перед боем Тарвер был лишён титула WBC и WBA, а Джонсон был лишён титула IBF за отказ от встречи с обязательными претендентами. |                  |                 |                          |                       |                                                          |                 | |
| 24 | 15 мая 2004      | 22(18)-2        | Рой Джонс (49-1)         | 79,4 кг; 175 фунтов   | Mandalay Bay Resort & Casino, Las Vegas, Nevada, США     | TKO 2 (12) 1:41 | Бой за титул чемпиона мира по версии IBO, WBC, WBA, The Ring, IBA и WBF.                                       |
| 23 | 8 ноября 2003    | 21(17)-2        | Рой Джонс (48-1)         | 79,4 кг; 175 фунтов   | Mandalay Bay Resort & Casino, Las Vegas, Nevada, США     | MD 12           | Бой за титул чемпиона мира по версии IBO, WBC, WBA и The Ring.                                                 |
| 22 | 24 апреля 2003   | 21(17)-1        | Монтелл Гриффин (44-3)   | 79,4 кг; 175 фунтов   | Foxwoods Resort, Mashantucket, Connecticut, США          | UD 12           | Бой за вакантные титул чемпиона мира по версиям IBF и WBC.                                                     |
| 21 | 20 июля 2002     | 20(17)-1        | Эрик Хардинг (21-1-1)    | 79,4 кг; 175 фунтов   | Conseco Fieldhouse, Индианаполис, Индиана, США           | TKO 5 (10) 0:43 | Тарвер взял реванш за единственное поражение.                                                                  |
| 20 | 25 января 2002   | 19(16)-1        | Реджи Джонсон (42-6-1)   | 79,4 кг; 175 фунтов   | Conseco Fieldhouse, Индианаполис, Индиана, США           | SD 12           | Бой за титулы NABF, USBA. Элиминатор IBF.                                                                      |
| Бой | Дата             | Рекорд          | Соперник                 | Весовая категория     | Место боя                                                | Результат       | Дополнительно                                                                                                  |

## Фильмография
- В 2006 году Тарвер сыграл роль Мэйсона Диксона, чемпиона мира в тяжёлом весе, в фильме «Рокки Бальбоа».